# Tóth Imre (politikus, 1915–1999)
Tóth Imre (Békésszentandrás, 1915. július 15. – Békéscsaba, 1999. április 1.) magyar mezőgazdász, politikus, országgyűlési képviselő (FKGP).

## Életpályája
Paraszt családban született, szülei Tóth János és kisbirtokos és Bontovics Mária. Képesített mezőgazda lett. 1944-ig a saját gazdaságában dolgozott. Az 1950-es években Szarvason az Öntözési és Rizstermesztési Kutatóintézetnél dolgozott telepvezetőként. 
1931 óta tagja volt a Kisgazdapártnak. A rendszerváltás kezdetén, 1989 tavaszán az újjáalakult párt helyi szervezetének elnöke lett. 1989-től ő volt az FKGP Békés megyei szervezetének elnöke. 
1990-ben bekerült a - hosszú idő után először - szabadon választott  országgyűlésbe.